# Hal Jordan
 (février 2016).
Harold « Hal » Jordan est un héros de fiction appartenant à DC Comics. La première apparition du personnage est dans Showcase #22 (octobre 1959).

## Historique de publication

### septembre 1959 à décembre 1960

#### L'élection de Hal Jordan
Green Lantern apparaît dans le numéro 16 de All-American Comics daté de juillet 1940 et publié par All-American Publications. Le héros est créé par Martin Nodell, qui en dessine les aventures mais les scénarios sont de Bill Finger. Le porteur du costume s'appelle alors Alan Scott. Après la Seconde Guerre mondiale, les super-héros ne sont plus autant appréciés et les ventes périclitent. Green Lantern disparaît en février 1951.
En 1959, DC Comics sous la direction de  Julius Schwartz décide de relancer les comics de super-héros mais en créant de nouvelles incarnations. Ainsi en septembre 1959, scénarisé par John Broome et dessiné par Gil Kane et l'encreur Joe Giella, revient Green Lantern. Sa première aventure est publiée dans le vingt-deuxième numéro de Showcase, une anthologie destinée à tester de nouveaux personnages avant de leur donner leur propre série. Cette fois le porteur de l'anneau se nomme Hal Jordan. Celui-ci est un pilote d'essai et reçoit un anneau d'un extraterrestre humanoïde mourant qui s'est écrasé sur Terre, nommé Abin Sur.
Le choix d'Hal Jordan est évident car il possède les deux traits de caractère requis pour être un Green Lantern : le courage et l'honnêteté. Par la suite, il apprend que le Green Lantern Corps, les gardiens des lanternes vertes, sont tous membres d'une organisation de police interstellaire surveillée par les « Gardiens de l'Univers ». Mais cela lui est caché au début, et lorsque les Gardiens contactent Hal Jordan la première fois pour avoir un compte-rendu de ses actions, ils le confirment dans sa tâche mais effacent de sa mémoire leur entrevue.
Dans le premier volume, constitué des Showcase #22-24 et Green Lantern #1-3, Hal Jordan, sous le masque de Green Lantern, est soumis à certaines restrictions : son anneau de pouvoir est inactif face à tout ce qui est jaune. L'explication est la suivante : le métal magique de l'anneau contient une impureté de couleur jaune, sans laquelle l'anneau n'a aucun pouvoir. Cette impureté constitue aussi la faiblesse de l'anneau, elle le rend impuissant contre ce qui est de la même couleur qu'elle. En outre, l'anneau n'a que vingt-quatre heures d'autonomie et doit régulièrement être rechargé auprès de la lanterne, que les Gardiens appellent « batterie d'énergie ». Cependant, l'anneau donne le pouvoir de matérialiser ce que le Green Lantern imagine s'il concentre sa volonté, il sert aussi de traducteur universel avec les races extra-terrestres, et lui permet de voler, même dans l'espace où le Green Lantern est entouré d'une bulle d'air. Il a aussi des fonctions mentales et cognitives : il peut aider le Green Lantern à faire ressurgir de sa mémoire des souvenirs insignifiants et oubliés.

#### La romance et les ennemis
Une romance « triangulaire » traverse les aventures de Green Lantern : Hal Jordan est amoureux de Carol Ferris, qui est devenue sa patronne par délégation après que son père Willard Ferris a décidé de partir en voyage pendant deux ans. Carol a juré à son père de se consacrer entièrement à son travail à la tête de la Compagnie Ferris Aircraft, et de ne s'adonner à aucun aventure amoureuse avant son retour. Pourtant, elle a le béguin pour Hal Jordan. Elle refuse de se donner à lui par respect de la volonté de son père. Les choses se compliquent quand Carol tombe amoureuse de Green Lantern qui commence à faire parler de ses exploits, elle souhaite même demander à son père si elle peut se marier avec lui. Green Lantern se rapproche d'elle mais Hal voudrait la conquérir sous sa véritable identité, il affirme être l'ami de Green Lantern. Carol a des soupçons et tente de savoir si Hal Jordan et Green Lantern sont une seule et même personne, sans succès. Les entrevues de Carol et Green Lantern sont constamment interrompues par des menaces extérieures que Green Lantern anticipe grâce à son anneau.
Green Lantern collabore avec l'armée et la police et réalise une série de missions, devant combattre une pléiade d'ennemis et de super-vilains. Il ne doute pas une seconde de sa vocation à faire le bien, ce qui est illustré par le serment qu'il répète constamment, au moment de charger son anneau auprès de la lanterne verte : « In brightest day, in blackest night, no evil shall escape my sight, let those who worship evil's might beware my power, Green Lantern's light ! » (en français : "En plein jour ou dans la nuit noire, nul mal n'échappe à mon regard. Que ceux qui, devant le mal se prosternent, craignent la lumière des Green Lanterns !"). Il affronte ainsi un trio de saboteurs qui roulent dans une voiture jaune ; il arrête un missile jaune envoyé par le Dr Parris sur un laboratoire militaire développant l'énergie à hydrogène ; il combat des ptérodactyles jaunes menaçant une forme d'humanité primitive vivant sur Vénus, après avoir été alerté anonymement par les Gardiens via sa lanterne ; puis le Invisible Destroyer ; des voleurs qui dérobent un plan d'avion pour l'armée ; un « blob », monstre sans nom généré à partir d'une substance bombardée par des scientifiques avec des rayons cosmiques ; le Dryg, un monstre qui menace les humanoïdes de la planète Calor, là encore Green Lantern a été contacté par les Gardiens anonymement via la lanterne ; le Puppet Master, vêtu de jaune, capable d'hypnotiser les gens.

#### La rencontre avec Telle-Teg
Hal Jordan rencontre ensuite Telle-Teg, un humanoïde vivant sur Qward, un monde d'antimatière superposé au nôtre dans l'espace-temps mais invisible. Dans ce monde, les valeurs du bien et du mal sont inversées par rapport au nôtre : le mal est au pouvoir tandis que les bons sont des rebelles persécutés. Le gouvernement des méchants a construit un pont dimensionnel à travers lequel les natifs de Qward peuvent se rendre sur le monde de la matière positive. C'est ce pont que Telle-Teg a clandestinement emprunté (il est surveillé par des agents du gouvernement) pour se rendre sur Terre, où il apprend notre langue et nos modes de vie. Puis il fait la rencontre de Hal Jordan, qui lui paraît un intermédiaire pour parler à Green Lantern. En effet, Telle-Teg est en fait sur Terre en mission de reconnaissance, il veut s'y réfugier avec les autres rebelles afin de vivre dans un monde dans lequel les criminels sont hors-la-loi et les bons au pouvoir, et non le contraire comme sur Qward. Mais il a en fait été suivi par un Weaponer, c'est-à-dire un soldat qwardien qui possède un bouclier doré et la capacité d'envoyer des éclairs de couleur jaune. Ce dernier s'en prend à Telle-Teg, ce qui fournit un nouveau super-vilain à combattre pour Green Lantern, qui décide d'aider Telle-Teg et les rebelles. Il se rendra sur Qward pour cela.
Green Lantern se fait un ami qui finit par découvrir sa vraie identité : il s'agit de Thomas Kalmaku, un Inuit mécano employé comme aide de Hal Jordan au sein de la Compagnie Ferris Aircraft. Son surnom est « Pieface », et il souhaite démissionner de la compagnie afin d'aider sa famille pauvre restée en Alaska, en leur restituant une carte dont il avait hérité conduisant à une mine d'or. Des truands lui volent la carte et Green Lantern les pourchassera avec Pieface, tout en ayant dépassé la durée d'autonomie de son pouvoir de vingt-quatre heures, ce qui lui cause des difficultés pour se battre. Nous apprenons ensuite que des Qwardiens au service de leur gouvernement mauvais se sont rendus sur Terre afin de voler la batterie d'énergie possédée par Hal Jordan. Green Lantern se rend de nouveau sur Qward pour récupérer la batterie, mais les Qwardiens connaissent la faiblesse du porteur de l'anneau : la couleur jaune. À noter que dans les derniers épisodes mentionnés, Green Lantern invoque plusieurs fois le nom des Gardiens alors qu'il n'est pas encore censé les connaître. De plus, il parvient à utiliser le pouvoir de l'anneau pour rendre visible la batterie d'énergie alors que son anneau a été complètement déchargé après l'interlude en Alaska.

### Au sein de la Ligue de justice d'Amérique
Hal Jordan est membre de la Ligue de justice d'Amérique (JLA) et est le héros de sa propre série. Il fut établi que son prédécesseur vivait sur un univers parallèle, comme souvent chez DC Comics avant le crossover Crisis on infinite Earths.

### Lecrossoveravec Green Arrow: avril 1970 à mars 1974
Pour relancer la série à la fin des années 1960, Julius Schwartz demande à deux jeunes auteurs Denny O'Neil et Neal Adams de la reprendre. Green Lantern fait alors équipe avec Green Arrow un archer justicier. Tous deux traversent les États-Unis pour lutter contre le mal mais le ressort essentiel de la série est l'opposition idéologique entre les deux personnages. Jordan est présenté comme un homme de loi alors que Green Arrow est un iconoclaste de gauche (libéral au sens anglais du terme). Les thèmes abordés font basculé le titre de la science-fiction à la critique sociale car y sont abordés le racisme, la pollution, les ravages de la drogue, etc. Cette révolution n'est pas du goût du lectorat et l'expérience est terminée en avril 1972 au numéro 90. A postériori, cette période a reçu des critiques très positives et est considérée comme un moment marquant de l'histoire des comics..

### La traversée du désert
Pendant les années 1970 et 1980, la série fut annulée et reprise plusieurs fois. Jordan se détacha du Green Lantern Corps, et même laissa son anneau à John Stewart, avant de revenir au sein du Corps.
Durant les années 1980, le scénariste Steve Englehart regroupe autour de Hal Jordan les survivants du Green Lantern Corps. Il a rassemblé les « survivants » du Corps, qui se retrouvent sur Terre, et qui ne savent pas où aller. La première prouesse d'Englehart est de parvenir à rendre passionnantes les aventures d'un groupe dont tous les membres ont le même pouvoir. D'autant qu'à l'époque, il s'était débarrassé de tout le decorum para-militaire de la série : ce n'était plus qu'un ramassis de types sans but réel.
Englehart prend quelques risques, notamment en redonnant la vedette à d'autres personnages qu'Hal Jordan : John Stewart (il développe sa liaison amoureuse avec Katma Tui…) et surtout Guy Gardner, un peu oublié depuis l'époque Gardner Fox + John Broome. Il développe aussi la liaison entre Hal Jordan et Arisia, qui de femme-enfant est devenue amoureuse plantureuse, mais cette relation conserve un peu du parfum de Lolita, ce qui est assez courageux.
Plein de sous-entendus, Englehart ramène Kari Limbo, l'ex de Hal Jordan, mais aussi de Guy Gardner, et parvient à éviter le triangle amoureux, tout en développant autre chose…
Dans les épisodes #207 à #210, il mène une réflexion sur la démocratie et les structures politiques : Kilowog se reconnaît davantage dans le modèle soviétique, ce qui met le groupe en péril. Englehart fait de la politique, comme dans Captain America, mais en plus drôle, en moins revendicatif.
Englehart connaît très bien la série : il donne une explication de l'identité du Predator, un vilain qui grenouillait dans la série depuis les épisodes de Len Wein, ramène plus tard Star Sapphire et Sinestro, et tout cela est très respectueux de la série. Pour la petite histoire, Englehart a suggéré de « rebooter » la série après Crisis on Infinite Earths, en la reprenant du numéro 1. Idée repoussée par les éditeurs, qui « rebooteront » l'ensemble deux ans plus tard.
La fin de l'ère Jordan a été tragique. Après la destruction de sa ville natale, Coast City, par une alliance entre Cyborg Superman et l'alien Mongul, Hal Jordan essaye d'utiliser le pouvoir de son anneau pour ramener la ville à la vie. Arrêté par les gardiens car son plan est contraire au règlement du Corps et rongé par le deuil, il se retourne contre ceux-ci en prenant le nom de Parallax. Il détruit le Green Lantern Corps en volant leurs anneaux et absorbant leur énergie. Il tuera même Sinestro, le dernier recours des gardiens face à Parallax, lors d'un duel sur Oa. Ses plans de recréer l'histoire dans le sens qu'il souhaite seront contrés lors de l'événement Zero Hour. Il mourra finalement lors du crossover Final Night (Ron Marz / Stuart Immonen) en libérant toute son énergie pour rallumer le Soleil. Cet ultime sacrifice lui permettra de ressusciter lors de Day of Judgment (Geoff Johns / Matthew Dow Smith) en servant d'hôte au Spectre. 

### Green Lantern scénarisé par Geoff Johns (2005 - 2013)

#### Green Lantern Rebirth (2005)
Hal Jordan est redevenu le Green Lantern dans la mini-série : Green Lantern: Rebirth (2004). On nous révèle dans cette série que Parallax est une entité à part de Jordan. (Parallax est une sorte de parasite composé par la peur qui était enfermé dans la batterie centrale de Oa) La personne derrière la chute de Jordan  se révèle être son ancien mentor Sinestro. 

#### La renaissance des Green Lanterns
Le Corps des Green Lanterns est réactivé par la suite. Plusieurs ennemies de Jordan et d'anciens alliés font leurs réapparition. 

#### La Guerre du Corps de Sinestro
Jusqu'au début de l'attaque d'un nouveau corps similaire aux Green Lanterns, le Sinestro Corps Green Lantern: Sinestro Corps War (2007) ce nouveau corps (animé par la couleur jaune et l'émotion de la peur) a temporairement envahi la terre. Mais les Lanterns sont victorieux. 

#### La Guerre de la Lumière
Cette victoire est de courte durée car l'avènement du Sinestro Corps souligne le début de la guerre de la lumière (une guerre où s'affrontent différents Corps, tous représentant une émotion: Red lantern/colère, Indigo Lantern/compassion, Blue lantern/espoir, Orange Lantern/avarice, Star Sapphire/amour, Green Lantern/volonté).

#### La Nuit la plus noire
Cette guerre est supposée démarrer la Nuit la plus noire Green Lantern: Blackest Night (2009) où un autre corps fera son apparition. Celui-ci représente la mort et la finalité. Les anneaux ramènent les morts à la vie et dévorent les cœurs des gens pour s'alimenter.

### Films et animes

#### Green Lantern Le Complot
Dans l'anime Green Lantern : Le Complot (2009), Hal Jordan reçoit également son anneau de Abin Sur, mais ce dernier est assassiné par un méchant nommé Kanjar Ro, qui est un seigneur qwardien. Les animes et le film s'inspirent de la bande dessinée mais leur scénario est original et ne suit pas nécessairement l'histoire imprimée. L'intrigue de GLFF se passe essentiellement dans l'espace et sur Oa. Sinestro prend Hal Jordan sous son aile pour l'entraîner et le ranger à ses idées, il veut destituer les Gardiens de l'Univers pour rétablir l'ordre dans le cosmos. Mais Hal Jordan désapprouve ses méthodes. Ce dernier sera grandement aidé par Kilowog, qui désapprouvait pourtant la présence d'un humain dans les rangs du Green Lantern Corps.

#### Green Lantern Les Chevaliers de l'Émeraude
Dans l'anime Green Lantern : Les Chevaliers de l'Émeraude, après avoir détruit Krona, le corps des Green Lantern reconstruisit Oa.

## Pouvoirs
Hal Jordan n'a pas de pouvoirs, ce n'est qu'un simple mortel. Par contre, il possède l'anneau des Green Lantern, parfois considérée comme l'arme la plus puissante de l'univers.
L'anneau de Green Lantern lui permet de créer par la seule force de sa volonté des "constructions", objets faits de lumière solide (armes, véhicules, objets du quotidien...).
Les objets créés par l'anneau peuvent être détruits par la lumière jaune de la Peur du Sinestro Corps ou une force trop importante (déflagrations, coups). Les objets sont de couleur verte et sont solides et l'anneau utilise une part d'énergie plus ou moins importante suivant la taille et la complexité de l'objet créé. 
Hormis dans de rares occasions (voir Zero Hour), un Green Lantern ne peut pas créer d'objets trop complexes comme un être humain ou un soleil. Lorsque l'anneau est rechargé ses capacités de constructions sont quasi illimitées.

## Autres médias
- La Ligue des justiciers (Justice League puis Justice League Unlimited, série animée produite par Paul Dini et Bruce Timm, 2001-2006) avec Adam Baldwin (VF : Marc Alfos)
- Batman (The Batman, série animée produite par Duane Capizzi, Michael Goguen, 2004-2008) avec Dermot Mulroney (VF : Michel Vigné)
- Justice League: The New Frontier (film d'animation, 2008) avec David Boreanaz
- Batman : L'Alliance des héros (Batman: The Brave and the Bold, série animée produite par James Tucker, 2008-) avec Loren Lester (VF : Vincent Ropion)
- Green Lantern : Le Complot, (film d'animation produit par Bruce Timm, 2009) avec Christopher Meloni (VF : Paul Borne)
- Green Lantern (film avec Ryan Reynolds dans le rôle d'Hal Jordan (VF : Pierre Tessier), 2011)
- Green Lantern : Les Chevaliers de l'Émeraude, (film d'animation produit par Bruce Timm, 2011) avec Nathan Fillion (VF : Paul Borne)
- La Ligue des Justiciers : Nouvelle Génération (Young Justice, série animée créée par Greg Weisman et Brandon Vietti, 2010-)
- Green Lantern (Green Lantern: The Animated Series, série animée produite par Bruce Timm et Giancarlo Volpe, 2011-2013) avec la voix de Josh Keaton (VF : Pierre Tessier)
- La Grande Aventure Lego 2 (The Lego Movie 2: The Second Part) de Mike Mitchell et Trisha Gum
- La Ligue des justiciers : Le Paradoxe Flashpoint